# Koforidua
Koforidua, também conhecida popularmente como K.dua ou Koftown e agora Kofcity, é uma cidade e a capital da Região Oriental de Gana. A cidade possui uma população de 183.727 pessoas, conforme o censo de 2010. Koforidua é uma mistura de arquitetura colonial e moderna.
1. ↑  «Ghana Eastern Region». Modern Ghana. Consultado em 26 de novembro de 2024